# 道の駅朝霧高原
道の駅朝霧高原（みちのえき あさぎりこうげん）は、静岡県富士宮市根原字宝山にある国道139号の道の駅である。

## 概要
富士山を周遊する観光客が立ち寄る道の駅として知られ、当道の駅から望む富士山の風景は、環境省が公開した富士山がある風景100選に選定されている。直轄国道国道139号の道の駅として、道路管理者である国(中部地方整備局)が道路施設として整備し、地域振興施設を富士宮市が整備する一体型の道の駅で、株式会社富士山(法人番号：2080101011762)に委託して運営している。道の駅の一部には、大沢崩れで発生した土砂が用いられている。売店や地元野菜売り場、朝霧乳業の牛乳を使用したアイス工房、手作りにこだわった食堂があり、隣接施設にはあさぎりフードパークもある。また、全体の敷地面積が約3万6千平方メートルを有し、ヘリポートや備蓄倉庫など災害支援や防災拠点として整備されており、国土交通省は当道の駅を「防災道の駅」として選定している（選定時点では静岡県内で唯一）。
中部地方整備局の管理する道路では初のコロナ占用特例を適用し、店舗前にオープンテラスを設け、2023年3月30日歩行者利便増進道路制度による占用に移行した。
2018年に放送されたテレビアニメ『ゆるキャン△』（SEASON1）では、同一の名称である「道の駅朝霧高原」として登場している（第3話）。

## 主な施設
- 駐車場
  - 普通車：72台
  - 大型車：11台
  - 身障者用 : 2台
- トイレ（いずれも24時間利用可能）
  - 男：大 5器、小 10器
  - 女：18器
  - 身障者用：2器
- 公衆電話
- インフォメーションカウンター
- 物産館（売店、アイスクリーム工房） - 朝霧乳業が製造しているソフトクリーム「あさぎり牛乳ソフト」が販売されている[1]。
- 休憩室
- 道路情報
- レストラン

## 休館日
- なし

## アクセス
- 国道139号[2] - 登録路線
- 東名高速道路富士ICより約45分[1]。
- 中央自動車道河口湖ICより約40分[1]。

## 周辺
- 田貫湖
- 富士花鳥園
- 富士養鱒場
- 富士山ワイナリー